# Fontjel
Ez a szócikk a devizajelről szól. Az amerikai használatról a számjel cikk ad részletes felvilágosítást. Lásd még: font (pénznem)
A fontjel (£ vagy ₤, nem tévesztendő össze ezzel: ￡) a font sterling, az Egyesült Királyság valutájának a jele. Néhány másik országban és kisebb területen használt, ugyanilyen nevű pénznek is ez (volt) a jele. Azonban vannak olyan államok is, amelyeknek „a font” a hivatalos pénzneme, de nem használják a £ jelet. 
Mindkét jelnek az eredete a librumban, a római súlymértékek alapegységében keresendő. Ez abból a latin szóból származik, mellyel tömeget vagy egyensúlyt mértek. A font brit súlyegységgé vált, s innen ered a pénz neve, melynek értéke 1 font tower súly (326 gramm) szín ezüst értékével volt egyenlő. 
Az angol nyelvben a dollárjelhez hasonlóan a fontjelet is a szám, érték előtt használják.  (például „£12,000” és nem „12,000£”), és a számot a jeltől nem választja el szóköz.
A „₤” lírajelként is ismert. Olaszországban az euró bevezetése előtt gyakran használták az olasz líra rövidítésére néha ezt, és nem a sokkal elterjedtebb L jelet használták (azonban mindig kettős áthúzással). Más országokban, például Szíriában és Törökországban még mindig lírát használnak, ennek rövidítésére ott ma is ezt a jelet alkalmazzák.

## Számítástechnika

### Kódjai
A „£” kódja a Unicode kódrendszerben – a Latin I rendszerből eredően) az U+00A3 karaktersorozat. . A html rendszerben &pound; az XML decimális rendszerben pedig &#163; a kódja..
Az „₤” jel Unicode kódja U+20A4, tízes számrendszerbeli hivatkozási jelzete pedig &#8356;.

### Beviteli eljárások
Az IBM PC-k megjelenését megelőzően nem volt a jel bevitelét, megjelenítését, kinyomtatását és elmentését egységesen szabályozó rendszerleírás az Egyesült Királyság számítógépes iparában. A PC előtti személyi számítógépeken gyakran használták a „#” gombot, ekkor a képernyőn a „#” jel jelent meg, azonban voltak olyan nyomtatóvezérlő programok, melyekben be lehetett állítani, hogy # helyett „£” jelenjen meg a lapon. A karakter beírása, megjelenítése, nyomtatása és tárolása gyakran külön beállítások elvégzését igényelte. A nem sterlinget használó országok a „#” jelet gyakran nevezik fontjelnek. 
A BBC Micro az ASCII egy olyan változatát használta, mely a tompa ékezetet („`”, 96-os karakter, hexadecimálisan 60) a font jelére cserélte ki. (Az ISO/IEC 8859 szabványrendszer még nem mindenhol terjedt el, mely szerint a gyakran használt karaktereket az ASCII-táblázat alsó 7 bites részében kéne tárolni). Ennek a kódnak a mostani jele CHR$96 vagy (hexadecimális rendszerben) CHR$&60. Mióta a BBC Micro általában Teletext üzemmódban működik, azóta az olyan teletext-rendszerek, mint a Ceefax, ORACLE és a Teletext Ltd is ezt a rendszert használják, és a jel bekerült az alsó részébe a táblázatnak. 
Az Egyesült Királyságban használt billentyűzetkiosztáson a „£” jel a 3 számgombján van, ott, ahol a magyar billentyűzetkiosztással a + jel érhető el.
A „£” jel része a MacRoman karakterkiosztásnak is, és a legtöbb, nem az Egyesült Királyságban gyártott, a Mac OS-szel kompatibilis billentyűzeten a szimbólumot az Option+3 billentyűkombinációval lehet elérni. A Microsoft Windows rendszerében az Alt billentyűt lenyomva be kell írni a 0163 és 156 számokat. Az MS-DOS-ban az Alt-156 hozza elő a jelet.